# EM i håndbold 1996 (mænd)
Europamesterskabet i håndbold for herrer i 1996 var det andet EM i håndbold for mænd, og slutrunden blev afholdt i Spanien i perioden 24. maj – 2. juni 1996.
Mesterskabet blev vundet af Rusland, der havde vundet sølv ved det første EM to år tidligere. I finalen besejrede russerne Spanien med 23-22. Bronzemedaljerne gik til Jugoslavien, der slog de forsvarende europamestre fra Sverige i bronzekampen med 26-25.
Danmark deltog for andet EM i træk, men holdet tabte alle sine kampe og endte som nr. 12 og sidst. Dermed kunne holdet altså ikke leve op til fjerdepladsen fra EM 1994.

## Slutrunde

### Format
Slutrunden havde deltagelse af tolv landshold. Holdene var blevet inddelt i to grupper med seks hold, der spillede alle-mod-alle. De to bedste hold fra hver gruppe gik videre til semifinalerne. De to treere gik videre til placeringskampen om 5.-pladsen, mens de to firere gik videre til kampen om 7.-pladsen. Holdene, der sluttede på 5.-pladsen i grupperne, spillede om 9.-pladsen, mens placeringerne 11-12 blev afgjort i en kamp mellem de to hold, der sluttede på sidstepladserne i de to grupper.
De tre første kampdage i den indledende runde spillede gruppe A i Ciudad Real, mens kampene i gruppe B blev afviklet i Sevilla. Derefter byttede de to grupper spillested til de sidste to spilledage.

### Indledende runde
| Dato  | Kamp                    | Res.  |
| ----- | ----------------------- | ----- |
| 24.5. | Kroatien - Ungarn       | 30-27 |
| 24.5. | Rusland - Slovenien     | 22-18 |
| 24.5. | Jugoslavien - Tyskland  | 23-22 |
| 25.5. | Ungarn - Rusland        | 21-33 |
| 25.5. | Tyskland - Kroatien     | 21-26 |
| 25.5. | Slovenien - Jugoslavien | 20-21 |
| 26.5. | Kroatien - Slovenien    | 26-22 |
| 26.5. | Rusland - Jugoslavien   | 20-20 |
| 26.5. | Ungarn - Tyskland       | 24-24 |
| 28.5. | Rusland - Tyskland      | 22-18 |
| 28.5. | Jugoslavien - Kroatien  | 27-24 |
| 28.5. | Slovenien - Ungarn      | 17-21 |
| 29.5. | Tyskland - Slovenien    | 25-16 |
| 29.5. | Jugoslavien - Ungarn    | 26-24 |
| 29.5. | Kroatien - Rusland      | 21-28 |

| Gruppe A    | Kampe | Mål     | Point |
| ----------- | ----- | ------- | ----- |
| Rusland     | 5     | 125-098 | 9     |
| Jugoslavien | 5     | 117-110 | 9     |
| Kroatien    | 5     | 127-125 | 6     |
| Tyskland    | 5     | 110-111 | 3     |
| Ungarn      | 5     | 117-130 | 3     |
| Slovenien   | 5     | 093-115 | 0     |

| Dato  | Kamp                | Res.  |
| ----- | ------------------- | ----- |
| 24.5. | Tjekkiet - Rumænien | 32-25 |
| 24.5. | Sverige - Spanien   | 23-24 |
| 24.5. | Danmark - Frankrig  | 22-25 |
| 25.5. | Rumænien - Sverige  | 24-28 |
| 25.5. | Frankrig - Tjekkiet | 29-31 |
| 25.5. | Spanien - Danmark   | 28-22 |
| 26.5. | Tjekkiet - Spanien  | 21-25 |
| 26.5. | Sverige - Danmark   | 23-21 |
| 26.5. | Rumænien - Frankrig | 20-27 |
| 28.5. | Sverige - Frankrig  | 26-20 |
| 28.5. | Danmark - Tjekkiet  | 22-28 |
| 28.5. | Spanien - Rumænien  | 26-21 |
| 29.5. | Frankrig - Spanien  | 29-21 |
| 29.5. | Danmark - Rumænien  | 21-27 |
| 29.5. | Tjekkiet - Sverige  | 17-24 |

| Gruppe B | Kampe | Mål     | Point |
| -------- | ----- | ------- | ----- |
| Spanien  | 5     | 124-116 | 8     |
| Sverige  | 5     | 124-106 | 8     |
| Tjekkiet | 5     | 129-125 | 6     |
| Frankrig | 5     | 130-120 | 6     |
| Rumænien | 5     | 117-134 | 2     |
| Danmark  | 5     | 108-131 | 0     |

### Placeringskampe
| Kamptype           | Dato  | Kamp                | Res.  |
| ------------------ | ----- | ------------------- | ----- |
| Kamp om 11.pladsen | 31.5. | Slovenien - Danmark | 27-24 |
| Kamp om 9.pladsen  | 31.5. | Ungarn - Rumænien   | 27-28 |
| Kamp om 7.pladsen  | 31.5. | Tyskland - Frankrig | 21-24 |
| Kamp om 5.pladsen  | 31.5. | Kroatien - Tjekkiet | 27-25 |

### Semifinaler
| Dato  | Kamp                  | Res.  |
| ----- | --------------------- | ----- |
| 31.5. | Rusland - Sverige     | 24-21 |
| 31.5. | Spanien - Jugoslavien | 27-23 |

### Bronzekamp
| Dato | Kamp                  | Res.  |
| ---- | --------------------- | ----- |
| 2.6. | Jugoslavien - Sverige | 26-25 |

### Finale
| Dato | Kamp              | Res.  |
| ---- | ----------------- | ----- |
| 2.6. | Rusland - Spanien | 23-22 |

### Medaljevindere
| Guld | Sølv | Bronze |
| Rusland | Spanien | Jugoslavien |
| Andrej Lavrov Pavel Sukosian Igor Lavrov Stanislav Kulitjenko Oleg Kulesjov Denis Krivosjlikov Oleg Kulesjov Lev Voronin Valerij Gopin Vassilij Kudinov Dmitrij Torgovanov Vjatjeslav Atavin Oleg Grebnev Oleg Kisseljev Sergej Pogorjelov Dmitrij Filipov | Talant Dujsjebaev Salvador Esquer Aitor Etxabura Jesus Fernandez Jaume Fort Mateo Gerralda Raul Gonzalez Rafael Guijosa Arturo Hombrados Demetrio Lozano Enric Masip Jordi Nunez Iosu Olalla Juan Perez Alberto Urdiales | Nikola Adzic Igor Batolija Nedeljko Jovanovic Aleksandar Knezovic Zikica Milosavljevic Dragan Momic Dejan Peric Nenad Perunicic Predrag Perunicic Dragan Skrbic Rastko Stefanovic Goran Stojanovic Nikola Vujovic |

## Kvalifikation
Tekst mangler, hjælp os med at skrive teksten